# Jawor (Solina)
Pour les articles homonymes, voir Jawor (homonymie).
Jawor est une localité polonaise de la gmina de Solina, située dans le powiat de Lesko en voïvodie des Basses-Carpates.